# Pădurea Camenița
Pădurea Camenița este o arie protejată de interes național ce corespunde categoriei a IV-a IUCN (rezervație naturală, tip forestier), situată în județul Brăila, pe teritoriul administrativ al comunei Șuțești.
Rezervația naturală aflată în partea nordică a satului Șuțești, are o suprafață de 1,30 ha, și reprezintă o zonă forestieră, acoperită cu vegetație din categoria pădurilor de foioase.